# Ager Ceretanus
El ager Ceretanus fue una región de la Bética que corresponde aproximadamente con el área del actual municipio español de Jerez de la Frontera y una destacada zona vinícola en la época romana. Su nombre está consignado en la obra de Columela. Hasta Regia y Ceret, que dio nombre al ager, estuvieron entre las localidades de este territorio.